# Anísia de Tessalônica
Santa Anísia de Tessalônica foi uma virgem cristã e mártir do século IV. Anísia nasceu em uma família cristã rica e piedosa no que hoje é Tessalônica. Ela se dedicou aos votos de castidade e pobreza, rezando e ajudando os pobres.

## Biografia
A vida de Anísia é relatada por duas hagiografias (uma atribuída a Simeão Metafrasta, e outra ao diácono Gregório). Segundo relatos, a mártir Anísia morava na cidade grega de Tessalônica e vinha de uma família cristã. Após a morte dos pais, ela distribuiu a farta herança que recebeu aos pobres e passou a vida em oração e jejum.
A história de seu martírio afirma que, em 304, um soldado romano a apreendeu quando ela estava a caminho da divina liturgia, celebrada secretamente em meio à perseguição sofrida por cristãos sob o jugo pagão. Ao descobrir que ela era cristã, ele a espancou e pretendia arrastá-la para um templo pagão para sacrificar aos deuses romanos, em especial Apolo. Quando ele arrancou o véu dela (um lembrete de seu voto de castidade), ela cuspiu em seu rosto e ele a assassinou.
O corpo da santa foi enterrado pelos cristãos tessalonicenses fora da cidade “a três quilômetros dos Portões de Cassandra”; mais tarde, uma casa de oração foi construída sobre seu túmulo.
Atualmente, as relíquias da santa estão localizadas em um santuário de prata na Basílica de São Demétrio (Tessalônica).